# Aleksiej Iwanow (morderca)
Aleksiej Jewgienijewicz Iwanow (ros. Алексей Евгеньевич Иванов, ur. 1979 w Nowosybirsku) - rosyjski seryjny morderca, zwany Maniakiem - Taksówkarzem. Między majem a październikiem 2015 r. zamordował w Nowosybirsku 4 kobiety.

## Zbrodnie
W maju 2015 r. Iwanow zamordował swoją pierwszą ofiarę. Była nią 40-letnia kobieta, którą udusił paskiem i porzucił w lesie. Niedługo później zamordował 30-latkę, którą pobił na śmierć i podpalił. W lipcu zamordował 35-letnią kobietę, której zwłoki ukrył w lesie. Ostatnią ofiarą zabójcy była 28-letnia sprzedawczyni, Galina Litwinienko. Iwanow zamordował ją 16 października a jej zwłoki poćwiartował i porzucił w lesie. Wszystkie ofiary Iwanowa były pasażerkami jego taksówki.

## Aresztowanie i proces
Iwanow został aresztowany krótko po ostatnim morderstwie. Początkowo przyznał, że tego dnia zawiózł kobietę we wskazane miejsce, ale jej nie zabił. Niedługo później odnaleziono zwłoki Galiny Litwinienko, na których zabezpieczono materiał DNA. Po przebadaniu okazało się, że należy do Iwanowa. Po otrzymaniu tej informacji, przyznał się do popełnienia wszystkich morderstw. Iwanow tłumaczył swoje zbrodnie chęcią zemsty na kobietach za zdradę swojej żony. 23 listopada 2016 r. Iwanow został skazany na dożywocie. Obecnie przebywa w kolonii karnej o zaostrzonym rygorze.